# 大阪憲
大阪 憲（おおさか けん、1941年7月8日 - ）は、日本の元俳優。
2010年代から映像コンテンツ権利処理機構に連絡のとれない権利者として掲載されている。
現在は故郷である秋田県湯沢市のJR湯沢駅前にある「名店街」の入り口で、「七輪網焼　憲」を営業しており、名物の七輪焼きと、ソースを一切使わないオリジナルの「だし焼きそば」を提供している。

## 出演作品

### テレビドラマ
- 特別機動捜査隊（NET / 東映）
  - 第288話「黒い砂漠」（1967年）
  - 第313話「佐渡の踊子」（1967年） - 佐伯
  - 第316話「北国の女」（1967年） - 事務員
  - 第323話「初春寿捕物控 大江戸卍絵図」（1968年） - 魚屋
  - 第370話「挑戦」（1968年）
  - 第381話「光と影」（1969年） - 八木
  - 第385話「ブルーボーイ」（1969年） - 客
  - 第432話「コタンの女」（1970年） - 浜村刑事
  - 第452話「母恋し1,500キロ」（1970年） - 伍一
  - 第461話「私の愛した女」（1970年） - 駅員
  - 第464話「玄界灘の夕焼け」（1970年） - 梅沢
  - 第605話「恋の裏通り」（1974年） - 酔客
  - 第614話「死刑囚のプレゼント」（1974年） - 現場監督
  - 第615話「下町の灯」（1974年） - やくざ
  - 第672話「俺の殺した女」（1974年） - リフト係員
  - 第680話「結婚と離婚のバラード」（1974年） - 係員
  - 第689話「復讐の構図」（1975年） - 星川
  - 第759話「破れ三味線」（1976年） - 安西
  - 第790話「華麗なる出逢いの時」（1977年） - 野村刑事
- 七つの顔の男 第1話「女はミニで勝負する」（1967年、NET / 東映）
- 河童の三平 妖怪大作戦 第2話「人喰いマンション」（1968年、NET / 東映）
- プレイガール（12ch / 東映）
  - 第54話「女の蕾に手を出すな」（1970年）
  - 第109話「砂に書かれた喧嘩状」（1971年）
  - 第197話「死んでも離さぬ熱い肌」（1973年）
  - 第205話「吹雪に挑む流れ医者」（1973年）
  - 第236話「女一匹くれない仁義」（1973年）
  - 第254話「銃口をやわ肌に向けろ!」（1974年）
- 大忠臣蔵（1971年、NET）
- 仮面ライダー 第20話「火を吹く毛虫怪人ドクガンダー」（1971年、MBS / 東映） - 礼装の男（ドクガンダー（幼虫）人間態）
- 非情のライセンス（NET / 東映）
  - 第1シリーズ（1973年）
    - 第7話「兇悪の土地」 - 毛利組組員
    - 第26話「兇悪の番外地」 - ヤクザ

  - 第2シリーズ（1976年）
    - 第77話「兇悪の終着駅」 - 越川進
    - 第94話「兇悪の判決」 - 組員
- 旗本退屈男 第25話「神隠し花嫁参上」（1974年、NET）
- 白い牙 第9話「トラブル買います」（1974年、NTV / 大映テレビ）
- がんばれ!!ロボコン（NET / 東映）
  - 第3話「ギャーオ! おいらつぶされる!!」（1974年） - 作業員
  - 第105話「ドヒャリンコ! このガラクタをどうする!?」（1976年）
- 新宿警察 第16話「理由なき殺人」（1975年、CX）
- 大非常線 第3話「ダイヤモンドに愛を」（1976年、NET / 東映）
- ぐるぐるメダマン 第7話「こわいですねえヒトダマシール」（1976年、12ch / 東映） - スパナを追いかけた男
- 金曜時代劇→水曜時代劇（NHK）
  - 鳴門秘帖（1977年）
  - 立花登 青春手控え 第9話「男の約束」（1982年）
- 特捜最前線（ANB / 東映）
  - 第22話「標的 ある女の情炎」（1977年）
  - 第31話「浅草・愛と逃亡の街」（1977年）
  - 第119話「サウスポーは死の匂い!」（1979年）
- 大河ドラマ（NHK）
  - 黄金の日日（1978年）
  - 草燃える（1979年） - 和田胤長
  - 獅子の時代（1980年） - 浪人
  - おんな太閤記（1981年） - 武士
  - 峠の群像 第45話「その日の朝」（1982年） - 町人姿の男
- 銀河テレビ小説 / 凶水系（1978年、NHK）
- 赤い絆 第16話「偽りの華燭」（1978年、TBS / 大映テレビ）
- 浮浪雲 第3話（1978年、ANB / 石原プロモーション）
- ブラザー劇場 / 刑事犬カール 第35話「君はガード犬」（1978年、TBS）
- 八甲田山（1978年、TBS） - 大原伍長
- 江戸の鷹 御用部屋犯科帖 第23話「大奥の女王蜂」（1978年、ANB / 三船プロダクション）
- 七人の刑事 第3シーズン 第31話「悪魔の土曜日」（1978年、TBS）
- 日本巖窟王 第4話「決死の脱獄」（1979年、NHK）
- ゴールデンドラマシリーズ / 悪の紋章 第5話「白炎燃ゆ」（1979年、CX）
- 大都会 PARTIII 第30話「けもの道」（1979年、NTV / 石原プロモーション）
- 土曜ワイド劇場 / 白い手美しい手呪いの手（1979年、ANB / 円谷プロ）
- 渚の女（1980年、YTV）
- 風神の門 第17話「慶長地獄節」（1980年、NHK）
- 西部警察 (PART1)（ANB / 石原プロモーション）
  - 第56話「時間よ止れ!」（1980年）
  - 第66話「17年目の誘拐」（1981年）
- 花王愛の劇場 / しづの生涯（1981年、TBS）
- 太陽にほえろ!（NTV / 東宝）
  - 第463話「六月の鯉のぼり」（1981年）
  - 第508話「ドックと天使」（1982年）
- ザ・ハングマン 第32話「死人を愛した女スパイ」（1981年、ABC / 松竹芸能）
- 昭和四十六年 大久保清の犯罪（1983年、TBS）
- 連続テレビ小説 （NHK）
  - マー姉ちゃん（1979年）
  - おしん（1984年） 第159話、第167話 - 男

### 映画
- やくざ刑事 恐怖の毒ガス（1971年、東映）
- 野性の証明（1978年、東映） - 駐在
- 裸の大将放浪記（1981年、松竹） - 刑事